# Ildi Gruda
Ildi Gruda (Lezhë, 13 dicembre 1999) è un calciatore albanese, attaccante dell'Egnatia.

## Carriera
Il 24 gennaio 2020 viene acquistato a titolo definitivo dalla squadra albanese del Teuta.

## Statistiche

### Presenze e reti nei club
Statistiche aggiornate al 10 febbraio 2024.
| Stagione        | Squadra         | Campionato      | Campionato | Campionato | Coppe nazionali | Coppe nazionali | Coppe nazionali | Coppe continentali | Coppe continentali | Coppe continentali | Altre coppe | Altre coppe | Altre coppe | Totale | Totale |
| Stagione        | Squadra         | Comp            | Pres       | Reti       | Comp            | Pres            | Reti            | Comp               | Pres               | Reti               | Comp        | Pres        | Reti        | Pres   | Reti   |
| --------------- | --------------- | --------------- | ---------- | ---------- | --------------- | --------------- | --------------- | ------------------ | ------------------ | ------------------ | ----------- | ----------- | ----------- | ------ | ------ |
| 2019-gen. 2020  | Shënkolli       | KP              | 12         | 6          | CA              | 2               | 0               | -                  | -                  | -                  | -           | -           | -           | 14     | 6      |
| gen.-giu. 2020  | Teuta           | KS              | 16         | 0          | CA              | 7               | 1               | UEL                | -                  | -                  | -           | -           | -           | 23     | 1      |
| 2020-2021       | Teuta           | KS              | 25         | 1          | CA              | 3               | 2               | UEL                | 2                  | 0                  | SA          | 1           | 0           | 31     | 3      |
| 2021-2022       | Teuta           | KS              | 28         | 2          | CA              | 6               | 0               | UCL+UECL           | 1+3                | 0                  | SA          | 1           | 1           | 39     | 3      |
| 2022-2023       | Teuta           | KS              | 26         | 4          | CA              | 5               | 2               | -                  | -                  | -                  | -           | -           | -           | 31     | 6      |
| Totale Teuta    | Totale Teuta    | Totale Teuta    | 95         | 7          |                 | 21              | 5               |                    | 6                  | 0                  |             | 2           | 1           | 124    | 13     |
| 2023-2024       | Vllaznia        | KS              | 23         | 7          | CA              | 1               | 0               | UECL               | 1                  | 0                  | -           | -           | -           | 25     | 7      |
| Totale carriera | Totale carriera | Totale carriera | 130        | 20         |                 | 24              | 5               |                    | 7                  | 0                  |             | 2           | 1           | 163    | 26     |

## Palmarès

### Club

#### Competizioni nazionali
- Coppa d'Albania: 1

Teuta: 2019-2020
- Supercoppa d'Albania: 2

Teuta: 2020, 2021
- Campionato albanese: 1

Teuta: 2020-2021